# Muhammad Abdel Moneim
Muhammad Abdel Moneim, död 1979, var en egyptisk prins. Han var regent för sin minderåriga brorson kung Fuad II av Egypten 1952-53.